# Mistrzostwa Świata w Pięcioboju Nowoczesnym 1969
Mistrzostwa Świata w Pięcioboju Nowoczesnym 1969 – 16. edycja mistrzostw odbyła się w Budapeszcie.

## Klasyfikacja medalowa
| Lp. | Państwo | złoto | srebro | brąz | Razem |
| --- | ------- | ----- | ------ | ---- | ----- |
| 1.  | Węgry   | 1     | 1      | 0    | 2     |
| 1.  | ZSRR    | 1     | 1      | 0    | 2     |
| 3.  | Szwecja | 0     | 0      | 1    | 1     |
| 3.  | RFN     | 0     | 0      | 1    | 1     |

## Medaliści

### Mężczyźni
| Złoto                                                          | Srebro                                           | Brąz                                              |
| Indywidualnie                                                  |                                                  |                                                   |
| András Balczó                                                  | Borys Oniszczenko                                | Björn Ferm                                        |
| Drużynowo                                                      |                                                  |                                                   |
| ZSRR · Stasys Šaparnis · Wiaczesław Biełow · Borys Oniszczenko | Węgry · Pál Bakó · Péter Kelemen · András Balczó | RFN · Walter Esser · Elmar Frings · Karsten Reder |